# Файрберг, Мирьям
Мирьям Файрберг Икар (ивр. מרים פיירברג איכר‎; род. 11 июля 1951, Акко) — мэр города Нетания, Израиль (с 1998 года).
Первая избранная женщина-мэр Нетании и одна из немногих женщин, исполняющих обязанности глав администраций израильских городов.
С 1993 по 1998 год была членом городского совета и главой департамента культуры.
Впервые избрана на пост мэра в 1998, позднее переизбрана в 2003, 2008, 2013 и 2018 годах.

## Скандалы
В сентябре 2016 года она была арестована Лахав 433 по подозрению во взяточничестве, мошенничестве и злоупотреблении властью в связи с предполагаемой муниципальной коррупцией. В июне 2019 года данное расследование было закрыто после того, как государственный прокурор Шай Ницан и другие чиновники обнаружили отсутствие улик против неё. В то же время прокуроры продолжали выдвигать обвинения против заместителя мэра Нетании Шимона Шера.